# カン・スジン
カン・スジン（朝鮮語: 강수진、1965年10月19日 - ）は、大韓民国の男性声優。
1988年、KBS21期で採用され入社。現在はKBS声優劇会に所属し、フリーとして活躍している。アニメでは数々の作品の主人公を演じている。

## 出演作品
※太字は主役・主要キャラクター

### テレビアニメ
- 犬夜叉（犬夜叉）
- 金田一少年の事件簿（金田一一）
- ティーン・タイタンズ（ロビン）
- 桜蘭高校おうらんこうこうホスト部クラブ-須王 環
- DEATH NOTE（L）
- ケロロ軍曹(ドロロ兵長)
- ドラゴンボールZ(SBS版)（孫悟空）
- 名探偵コナン（工藤新一）
- 遊☆戯☆王デュエルモンスターズ（城之内克也）
- らんま1/2（早乙女乱馬）
- ONE PIECE（モンキー・D・ルフィ）